# Iron Lung
Iron Lung — компьютерная игра в жанре survival horror и симулятора подводной лодки, созданная и выпущенная американским инди-разработчиком Дэвидом Шимански для Windows в 2022 году. Позже в том же году игра была портирована на Nintendo Switch. Действие игры происходит в пугающем постапокалиптическом мире; игрок управляет заключённым-смертником, который исследует океан крови на сверхмалой подводной лодке под названием «Железное Лёгкое». В апреле 2023 года ютубер Markiplier объявил о планах экранизировать игру в виде фильма с самим собой в главной роли.

## Игровой процесс
Игрок с видом от первого лица управляет героем, находящимся на сверхмалой подводной лодке. Всё действие игры полностью разворачивается на этой лодке — герой не может её покинуть, в ней нет ни люков, ни иллюминаторов. Управление лодкой осуществляется с помощью навигационного оборудования в передней части судна. Курс и положение подводной лодки отображаются цифрами на минималистичном интерфейсе; игрок должен перемещать лодку по дну океана, ориентируясь на показания приборов и статичную карту. В задней части лодки находится пульт управления фотокамерой — в ходе игры нужно добраться до определённых точек игрового мира и сфотографировать их. Снимки, которые игрок делает этой камерой — единственная возможность увидеть дно океана за пределами «Железного Лёгкого». В некоторых точках игры могут происходить определенные события — например, резкое изменение концентрации кислорода или давления; эти события влияют на игровой процесс и добавляют напряжения. С обновлением, выпущенным в июне 2022 года, на лодку был добавлен «терминал» — с его помощью игрок может узнать больше о мире игры. Iron Lung — короткая игра, её можно полностью пройти примерно за час.

## Сюжет
Действие игры происходит в будущем: человечество освоило космос, но неожиданно пережило катаклизм, известный как «Тихое вознесение» — все звёзды и обитаемые планеты пропали; остатки человечества спаслись на космических кораблях и станциях. Организация под названием «Железная Консолидация» отправляет экспедицию на AT-5 — одно из уцелевших небесных тел, где был обнаружен обширный океан крови; его ресурсы жизненно важны для выживания человечества. Игровой персонаж — заключённый-смертник, которого отправляют обследовать глубины океана в сверхмалой подводной лодке под названием СМ-13 или «Железное Лёгкое»; выбраться он не может — люк заварен снаружи, и экспедиция одновременно представляет собой казнь.
По мере плавания по придонным желобам и пещерам на фотографиях появляются все более странные объекты — необычная растительность, скелеты неких существ, рукотворные сооружения. В определённых точках игры заключённый должен также иметь дело с происшествиями на лодке — истощением запаса кислорода, прорывом труб, даже пожаром. За подводной лодкой охотится огромное морское существо. В финале игры оно атакует «Железное Лёгкое» и врывается внутрь подводной лодки, убивая игрового персонажа; игрок может в лучшем случае сфотографировать тварь перед атакой.

## Разработка
Iron Lung была создана американским инди-разработчиком Дэвидом Шимански, наиболее известным по ретрошутеру Dusk. Шимански и раньше разрабатывал небольшие хоррор-игры с очень простым геймплеем и медленно растущим напряжением, как Fingerbones или A Wolf in Autumn. Как и в других играх Шимански, графика Iron Lung нарочито примитивна, с угловатыми моделями и текстурами низкого разрешения. 19 декабря 2022 года игра была выпущена для Nintendo Switch.

## Приём
| Иноязычные издания | Иноязычные издания                                                       |
| Издание            | Оценка                                                                   |
| ------------------ | ------------------------------------------------------------------------ |
| Destructoid        | 9/10                                                                     |
| Bloody Disgusting  | 4 из 5 звёзд · 4 из 5 звёзд · 4 из 5 звёзд · 4 из 5 звёзд · 4 из 5 звёзд |

Iron Lung получила положительные отзывы; обозреватели хвалили особо хвалили гнетущую атмосферу и звуковой дизайн игры. Рената Прайс в статье для Vice рассуждала об эмоциях, которые вызывает игра — она держит игрока одновременно в состоянии обречённости и крайней «адреналиновой» концентрации. По мнению Прайс, в этой игре и расследование, и сосредоточенность игрока — «жестокие пантомимы», лишь изображающие попытку добиться лучшего будущего, тогда как мир игры лишён всякой надежды. Аарон Бём в обзоре для сайта Bloody Disgusting отмечал, что Iron Lung представляет собой необычайную противоположность многим другим играм — если те пытаются дать игроку огромный мир и множество возможностей, Iron Lung чрезвычайно ограничивает игрока, держит его во всё нарастающем напряжении и эффектно заканчивается, не успев надоесть. Зоуи Хэндли в рецензии на сайте Destructoid сочла игру блистательной — не такой уж страшной, но заставляющей игрока сосредоточиться на работе и стараться не отвлекаться, одновременно чувствуя себя крайне уязвимым; действовать быстро, но осторожно; по мнению Хэндли, едва ли можно передать это ощущение лучше, чем это делает Iron Lung. Вуд Остин из GamesRadar назвал Iron Lung одной из самых страшных игр 2022 года, описав её как «незабываемый заряд клаустрофобии, по которой по пятам гонится талассофобия». Игра привлекла интерес популярных ютуберов с миллионными аудиториями — в нее, в частности, играли Markiplier, Power Pak, Pyrocynical и Jacksepticeye.

### Крушение батискафа «Титан»
Я сделал Iron Lung настолько кошмарной, насколько мог придумать, и довольно жутко осознавать, что в такой же ситуации сейчас находятся реальные люди, пусть даже туда их и завели собственные неверные решения.
Iron Lung пережила всплеск интереса общественности после крушения батискафа «Титан», затонувшего 18 июня 2023 года в Северной Атлантике при погружении к обломкам «Титаника». Многие комментаторы сравнивали игру с реальной ситуацией, в которой, как предполагалось, оказался экипаж «Титана»: конструкция батискафа не позволяла открыть его изнутри, и в качестве средства управления на батискафе использовался игровой контроллер. Шимански сообщал в Твиттере, что продажи игры Iron Lung подскочили в несколько раз, и комментировал «как-то это неправильно».

## Экранизация
21 апреля 2023 года американский ютубер Марк Фишбах, более известный под псевдонимом Markiplier, объявил, что намерен экранизировать Iron Lung в виде фильма ужасов. Фишбах и раньше выпускал на своём канале видео с прохождением Iron Lung. Ютубер объявил, что профинансирует производство фильма за собственный счёт, сам напишет сценарий и исполнит главную роль; кроме него, в фильме должна сняться актриса Кэролайн Роуз Каплан. Дэвид Шимански также подтвердил, что он был связан с фильмом с момента подготовки к съемкам, помогал с написанием сценария и посещал съемочную площадку, и что он собирается сыграть в фильме небольшую эпизодическую роль. Сопродюсерами Фишбаха должны стать Уилл Хайд и Джефф Герреро.